# King 810
I King 810 sono un gruppo musicale statunitense formatosi a Flint, Michigan, nel 2007.

## Formazione

### Formazione attuale
- David Gunn - voce (2007-presente)
- Eugene Gill - basso, cori (2007-presente)

### Ex componenti
- Andrew Beal - chitarra (2007-2018)
- Andrew Workman - batteria (2007-2018)
- Jason Hale - chitarra (2008-2009)

## Discografia

### Album in studio
- 2014 - Memoirs of a Murderer
- 2016 - La Petit Mort or a Conversation with God
- 2019 - Suicide King
- 2020 - Ak Concerto no.47, 11th Movement in G Major

### EP
- 2012 - Midwest Monsters
- 2013 - Proem
- 2017 - Queen